# Phenomenon-based learning
Phenomenon-based learning или Явление-ориентированное обучение (PhBL или PhenoBL) является многопрофильной, конструктивистской формой обучения или педагогики, где студенты изучают тему или концепцию в целом, а не согласно предметно-ориентированному подходу. PhBL включает тематическое обучение (также известный как раздел обучение или обучение), где  изучается конкретная тема, событие или факт, и тематическое обучение, где изучается понятие или идея. PhBL возник как ответ на идею о том, что традиционное предметно-ориентированное обучение устарело и удалено от реального мира. Он начал использоваться в ВУЗах и совсем недавно в школах.

## Особенности
PhBL направлен на обнаружение связей между содержанием и предметными областями в рамках конкретной направленности. Он может быть использован как часть учитель-центрированного  пассивного обучения , хотя на практике он используется еще в личностно-ориентированном активном обучении средах. Пример актуальных тем для изучения может быть изучение явления или темы (например, географические особенности, историческое событие, или примечательный человек) вместо отдельных предметов (например, географии, истории или литературе).
Актуальные обучения, чаще всего, применяется в качестве личностно-ориентированного подхода, где ученик, а не учитель выбирает тему или явление, которое должно быть изучено.
Также как и проектное обучение, он также предоставляет возможности для изучения определенной темы или концепции в деталях. С позиции более глубоких знаний студенты развивают свои собственные идеи, осознания и эмоции по поводу этой темы.
PhBL имеет несколько основных особенностей:
1. Действительность.
Реальный мир – основа для познавательных странствий в мире знаний. И учитель, и ученики сосредотачиваются на реальных явлениях, событиях, феноменах, таких как: активная эрозия земель, загрязнение атмосферы, полёты в космос, гроза или даже ЕС.
2. Вопросы, больше вопросов!  
Вопросы, возникающие у юных умов, должны поощряться, так как они – главный «окислитель» познания. Идея эта, конечно, отнюдь не нова. Еще Сократ использовал подобный метод познания путём вопрошания – «Чтобы знать правильно находить ответы, следует знать, как правильно задавать вопросы»
3. Контекстуальность
PhBL совокупляет теорию в учебнике и результат во плоти, а также собирает воедино разнонаправленные науки. Так, например, изучение фозилий и осадочных кратеров – отличное сочетание науки и географии, позволило узнать биоразнообразие, существовавшее на Земле миллионы лет назад
4. Переосмысление роли учителя
PhBL меняет миссию учителя: если раньше учитель был прямым проводником знаний в головы учеников, то теперь он лишь наталкивает последних на поиск правильного ответа.
5. Развитие социальных навыков
Существенным плюсом PhenoBL является и то, что оно интегрирует в основной процесс развитие навыков работы в команде, четко формулировки мыслей, а также позволяет учителям внедрять и другие методы обучения.
PhBL обеспечивает процесс, в котором новая информация наносится на явление или проблему. Информация, которая усваивается только посредством слушания или чтения, или в аннотации (такие как формулы и теории),часто остается в кратковременной памяти и не усвоены.
PhBL может продемонстрировать подлинность обучения, основное требование для более глубокого обучения. В среде PhBL , когнитивные процессы соответствуют тем, что имеются в реальных жизненных ситуациях, где изучаемый  предмет или умение используется.
PhBL — это конструктивистская форма обучения, в которой учащийся рассматривается как активный строитель знаний и информации, формируемой в результате решения проблем.

## Характеристика внедрения
При обучении согласно Phenomenon-based learning уроков в традиционном понимании теперь нет. Их место заняли «разделы» (units): в течение шести недель школьники изучают определённую тему с помощью разных дисциплин. Предметы остаются в учебном плане. Но за год школа должна организовать по крайней мере один проект, по которому ученики будут работать в группе. Задачу они могут выбрать сами, а подход к теме или феномену должен быть мультидисциплинарным.

## Финляндия
Начиная с 2016-2017 учебного года, в  Финляндии начинается реализация реформы образования, в результате которого будет введено Phenomenon-based learning.